# Kaiserberg (Pfalz)
Der Kaiserberg ist ein Naherholungsgebiet in der kreisfreien Großstadt Kaiserslautern in Rheinland-Pfalz und bildet ein natürliches Hemmnis im Verlauf des Lautertals. Mit einer Höhe von 290 m ü. NHN überragt er die Lauter um 60 Meter.

## Nutzung
Die westliche Hangflanke des Kaiserbergs wurde Mitte des 19. Jahrhunderts als Steinbruch genutzt. Nach dessen Aufgabe wurde der Bereich des Steinbruchfußes als Lagerplatz einer Baustoffhandlung genutzt. Nach 1987 entstand ein Sekundärbiotop mit Sträuchern und Bäumen, das als Refugium für Vögel, Reptilien und Fledermäuse eine große Bedeutung hat.
Neben der Landwirtschaft wurde das Plateau im 19. Jahrhundert im Winter zur Eisproduktion genutzt. Flache Mulden wurden mit Wasser gefüllt, das schnell gefror. Die zerkleinerten Eisstücke wurden anschließend zur Bierkühlung in eigens für das Brauwesen in den Berg geschlagene Keller und Stollen eingelagert. Im Osthang des Kaiserbergs befindet sich noch heute der Eingang zu einem Bierkeller.
Oberhalb der Steinbruchkante schließt sich ein um 1960 gegründetes und ebenfalls als Naturdenkmal ausgewiesenes Vogelschutzgebiet mit einer Größe von etwa 7,5 ha an. Das heutige Vogelschutzgebiet war im 19. Jahrhundert als Villenpark der Industriellenfamilie Kröckel angelegt worden.

## Aktuelle Situation
Heute befindet sich ein Teil der Gartenschau Kaiserslautern auf dem Kaiserberg. Oberhalb der Gartenschau befindet sich die Berufsbildende Schule I – Technik.

## Natur
Seit 30. November 1999 ist der Kaiserberg als 40 Hektar großes Landschaftsschutzgebiet ausgewiesen. Zudem befindet sich mit dem Vogelschutzgebiet Kaiserberg vor Ort ein flächenhaftes Naturdenkmal.